# Park Hill
Park Hill is een plaats (census-designated place) in de Amerikaanse staat Oklahoma, en valt bestuurlijk gezien onder Cherokee County.

## Demografie
Bij de volkstelling in 2000 werd het aantal inwoners vastgesteld op 3936.

## Geografie
Volgens het United States Census Bureau beslaat de plaats een oppervlakte van
90,4 km², waarvan 89,5 km² land en 0,9 km² water. Park Hill ligt op ongeveer 224 m boven zeeniveau.

## Plaatsen in de nabije omgeving
De onderstaande figuur toont nabijgelegen plaatsen in een straal van 12 km rond Park Hill.